# Trichiosoma aenescens
Trichiosoma aenescens är en stekelart som beskrevs av Gussakovskij 1947. Trichiosoma aenescens ingår i släktet Trichiosoma, och familjen klubbhornsteklar. Arten har ej påträffats i Sverige.